# ميخائيل فانك
ميخائيل فانك هو لاعب هوكي الجليد كندي، ولد في 15 أغسطس 1986 في أبوتسفورد في كندا.

## وصلات خارجية
- ميخائيل فانك على موقع دوري الهوكي الوطني (الإنجليزية)
- ميخائيل فانك على موقع EliteProspects.com (الإنجليزية)
- ميخائيل فانك على موقع HockeyDB.com (الإنجليزية)
- ميخائيل فانك على موقع Hockey-Reference.com (الإنجليزية)